# ياسين شيخ
ياسين شيخ (27 أبريل 1966)، هو ملاكم جزائري.

## المسيرة
تنافس في الألعاب الأولمبية الصيفية عام 1988 وعام 1992. في الألعاب الأولمبية الصيفية 1988، خسر أمام الملاكم السلفادوري هنري مارتينيز. فاز بالميدالية البرونزية في فئة وزن الذبابة في الألعاب الأفريقية لعام 1991، وخسر في الدور نصف النهائي أمام النيجيري موسى مالاغو. في الألعاب الأولمبية الصيفية 1992، خسر بالضربة القاضية في الجولة الثانية في فئة وزن الذبابة على يد الأسترالي روبي بيدن.